# Liste des duchesses de Normandie
Cet article présente la liste des duchesses de Normandie, épouses des dirigeants du duché de Normandie.

## Rollonides (911-1135)
| Portrait | Nom (dates)                            | Époux                                                                                  | Titres | Eléments biographiques |
| -------- | -------------------------------------- | -------------------------------------------------------------------------------------- | --- | --- |
|          | Gisèla de France (peut être apocryphe) | - Rollon (mariage en 912)                                                              | - Duchesse de Normandie et comtesse de Rouen (912-927) | - Princesse carolingienne. Fille de Charles III le Simple et de Frédérune. |
|          | Liutgarde de Vermandois (925-977)      | - Guillaume Ier de Normandie (mariage en 940) - Thibaut Ier de Blois (mariage en 943)  | - Duchesse de Normandie et comtesse de Rouen (940-942) - Comtesse de Blois (943-960) - Vicomtesse de Tours (943-975) - Comtesse de Châteaudun (956-975) - Comtesse de Chartres et de Sancerre (960-975) | - Princesse carolingienne. Fille d'Herbert II de Vermandois et d'Adèle de France. - Mère d'Hugues de Blois, d'Eudes Ier de Blois et d'Emma de Blois. |
|          | Emma de France (943-968)               | - Richard Ier de Normandie (mariage en 960)                                            | - Duchesse de Normandie et comtesse de Rouen (960-968) | - Princesse robertienne. Fille d'Hugues le Grand et d'Hedwige de Saxe. |
|          | Judith de Bretagne (982-1017)          | - Richard II de Normandie (mariage en 1000)                                            | - Duchesse de Normandie et comtesse de Rouen (1000-1017) | - Princesse de la Maison de Rennes. Fille de Conan Ier de Bretagne et d'Ermengarde d'Anjou. - Mère d'Adélaïde de Normandie, de Richard III de Normandie, de Robert Ier de Normandie et d'Éléonore de Normandie.                                                                                      |
|          | Adèle de France (1009-1079)            | - Richard III de Normandie (mariage en 1027) - Baudouin V de Flandre (mariage en 1028) | - Duchesse de Normandie (1027) - Comtesse de Flandre (1035-1067) | - Princesse capétienne. Fille de Robert II de France et de Constance d'Arles. - Mère de Baudouin VI de Flandre, de Mathilde de Flandre et de Robert Ier de Flandre. |
|          | Mathilde de Flandre (1031-1083)        | - Guillaume le Conquérant (mariage en 1050)                                            | - Duchesse de Normandie (1050-1083) - Reine d'Angleterre (1066-1083) | - Princesse de la Maison de Flandre. Fille de Baudouin V de Flandre et d'Adèle de France. - Mère de Robert Courteheuse, d'Adélaïde de Normandie, de Cécile de Normandie, de Richard de Normandie, de Guillaume le Roux, de Constance de Normandie, d'Adèle de Normandie et d'Henri Ier d'Angleterre. |
|          | Sibylle de Conversano (1080-1103)      | - Robert Courteheuse (mariage en 1100)                                                 | - Duchesse de Normandie (1100-1103) | - Princesse de la Maison de Hauteville. Fille de Godefroi de Conversano et de Sykelgaita de Moulins. - Mère de Guillaume Cliton. |
|          | Mathilde d'Écosse (1080-1118)          | - Henri Ier d'Angleterre (mariage en 1100)                                             | - Reine d'Angleterre (1100-1118) - Duchesse de Normandie (1106-1118) | - Princesse de la Maison de Dunkeld. Fille de Malcolm III d'Écosse et de Marguerite d'Écosse. - Mère de Mathilde d'Angleterre et de Guillaume Adelin. |
|          | Adélaïde de Louvain (1103-1151)        | - Henri Ier d'Angleterre (mariage en 1121) - Guillaume d'Aubigny (mariage en 1138/39)  | - Reine d'Angleterre et duchesse de Normandie (1121-1135) - Comtesse de Lincoln (1139-1143) - Comtesse d'Arundel (1141-1151)                                                                            | - Princesse de la Famille des Régnier. Fille de Godefroid Ier de Louvain et d'Ida de Chiny. - Mère de Guillaume d'Aubigny. |

## Maison de Blois (1135-1144)
| Nom (dates)                      | Époux                                | Titres | Eléments biographiques | Armoiries |
| -------------------------------- | ------------------------------------ | --- | --- | --------- |
| Mathilde de Boulogne (1103-1152) | - Étienne de Blois (mariage en 1125) | - Comtesse de Boulogne (de plein droit, 1125-1152) - Comtesse de Mortain (1125-1135) - Duchesse de Normandie (1135-1144) - Reine d'Angleterre (1135-1141, 1141-1152) | - Princesse de la Maison de Boulogne. Fille d'Eustache III de Boulogne et de Marie d'Écosse. - Mère d'Eustache IV de Boulogne, de Guillaume de Boulogne et de Marie de Boulogne. |           |

## Maison Plantagenêt (1144-1204)
| Portrait | Nom (dates)                       | Époux                                                                              | Titres | Eléments biographiques | Armoiries |
| -------- | --------------------------------- | ---------------------------------------------------------------------------------- | --- | --- | --------- |
|          | Mathilde d'Angleterre (1102-1167) | - Henri V du Saint-Empire (mariage en 1114) - Geoffroy V d'Anjou (mariage en 1128) | - Impératrice du Saint-Empire (1114-1125) - Comtesse d'Anjou, de Tours et du Maine (1128-1151) - Dame des Anglais et duchesse de Normandie (de plein droit, 1141) - Duchesse de Normandie (1144-1150)                                            | - Princesse rollonide. Fille d'Henri Ier d'Angleterre et de Mathilde d'Écosse. - Mère d'Henri II d'Angleterre, de Geoffroy VI d'Anjou et de Guillaume FitzEmperesse. |           |
|          | Aliénor d'Aquitaine (1122-1204)   | - Louis VII de France (mariage en 1137) - Henri II d'Angleterre (mariage en 1152)  | - Duchesse d'Aquitaine et comtesse de Poitiers (de plein droit, 1137-1204) - Reine de France (1137-1152) - Duchesse de Normandie, comtesse d'Anjou et du Maine (1152-1189) - Reine d'Angleterre (1154-1189)                                      | - Princesse de la Maison de Poitiers-Aquitaine. Fille de Guillaume X d'Aquitaine et d'Aénor de Châtellerault. - Mère de Marie de France, d'Alix de France, d'Henri le Jeune, de Mathilde d'Angleterre, de Richard Cœur de Lion, de Geoffroy II de Bretagne, d'Aliénor d'Angleterre, de Jeanne d'Angleterre et de Jean sans Terre.                        |           |
|          | Bérengère de Navarre (1163-1230)  | - Richard Cœur de Lion (mariage en 1191)                                           | - Reine d'Angleterre, duchesse de Normandie, comtesse d'Anjou et du Maine (1191-1199) - Comtesse usufruitière du Maine (1204-1230) | - Princesse de la Dynastie Jiménez. Fille de Sanche VI de Navarre et de Sancha de Castille. |           |
|          | Isabelle d'Angoulême (1188-1246)  | - Jean sans Terre (mariage en 1200) - Hugues X de Lusignan (mariage en 1220)       | - Reine d'Angleterre (1200-1216) - Duchesse de Normandie, comtesse d'Anjou et du Maine (1200-1204) - Comtesse d'Angoulême (de plein droit, 1202-1246) - Duchesse d'Aquitaine (1204-1216) - Comtesse de La Marche et dame de Lusignan (1220-1246) | - Princesse de la Maison Taillefer. Fille d'Aymar Taillefer et d'Alice de Courtenay. - Mère d'Henri III d'Angleterre, de Richard de Cornouailles, de Jeanne d'Angleterre, d'Isabelle d'Angleterre, d'Aliénor d'Angleterre, d'Hugues XI de Lusignan, d'Alice de Lusignan, de Geoffroy III de Lusignan, de Guillaume de Valence et d'Isabelle de Lusignan. |           |

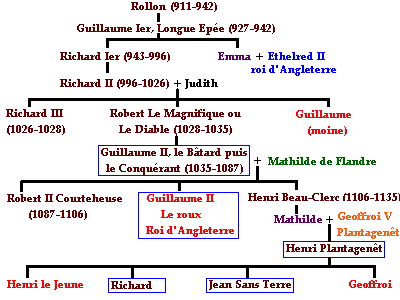
Généalogie simplifiée des ducs de Normandie

## Maison de Valois (1332-1364)
| Portrait | Nom (dates)                       | Époux                                                                           | Titres | Eléments biographiques | Armoiries |
| -------- | --------------------------------- | ------------------------------------------------------------------------------- | --- | --- | --------- |
|          | Bonne de Luxembourg (1315-1349)   | - Jean II de France (mariage en 1332)                                           | - Duchesse de Normandie, comtesse d'Anjou et du Maine (1332-1349)                                                                                           | - Princesse de la Maison de Luxembourg. Fille de Jean Ier de Bohême et d'Élisabeth de Bohême. - Mère de Charles V de France, de Louis Ier d'Anjou, de Jean Ier de Berry, de Philippe II de Bourgogne, de Jeanne de France, de Marie de France et d'Isabelle de France. |           |
|          | Jeanne Ire d'Auvergne (1326-1360) | - Philippe de Bourgogne (mariage en 1338) - Jean II de France (mariage en 1350) | - Comtesse d'Auvergne et de Boulogne (de plein droit, 1332-1360) - Duchesse de Normandie, comtesse d'Anjou et du Maine (1350) - Reine de France (1350-1360) | - Princesse de la Maison d'Auvergne. Fille de Guillaume XII d'Auvergne et de Marguerite d'Évreux. - Mère de Philippe Ier de Bourgogne. |           |
|          | Jeanne de Bourbon (1338-1378)     | - Charles V de France (mariage en 1350)                                         | - Dauphine de France (1350-1364) - Duchesse de Normandie (1356-1364) - Reine de France (1364-1378)                                                          | - Princesse de la Maison de Bourbon. Fille de Pierre Ier de Bourbon et d'Isabelle de Valois. - Mère de Jean de France, de Charles VI de France, de Louis Ier d'Orléans et de Catherine de France.                                                                      |           |